# لوكا إيفانكوفيتش
لوكا إيفانكوفيتش (بالكرواتية: Luca Ivanković) مواليد 26 سبتمبر 1987 في كرواتيا، جمهورية يوغوسلافيا الاشتراكية الاتحادية، هي لاعبة كرة سلة كرواتية. بدأت مسيرتها الاحترافية في سنة 2005. تلعب في الدوري التركي لكرة السلة للسيدات كلاعب وسط. وتحمل الرقم 41. مثلت منتخب بلادها. شاركت في دورة الألعاب الأولمبية الصيفية سنة 2012. حققت المركز الثالث في ألعاب البحر الأبيض المتوسط 2009.

## المسيرة الاحترافية
لعبت مع نادي شيبينيك لكرة السلة للسيدات من سنة 2006 إلى 2013، ثم لعبت مع نادي نوفي زغرب لكرة السلة في موسم 2013–2014، ثم لعبت مع نادي بشكتاش لكرة السلة للسيدات في موسم 2015–2016، ثم لعبت مع نادي بوتاش الرياضي في سنة 2016.

## الميداليات
| الميدالية | المسابقة                        |
| --------- | ------------------------------- |
| برونزية   | ألعاب البحر الأبيض المتوسط 2009 |

## روابط خارجية
- لوكا إيفانكوفيتش على موقع الاتحاد الدولي لكرة السلة (الإنجليزية)
- لوكا إيفانكوفيتش على موقع كرة السلة الأوروبية.كوم (الإنجليزية)
- لوكا إيفانكوفيتش على موقع بروبوليرز (الإنجليزية)
- لوكا إيفانكوفيتش على موقع سبورتس رفرنس (الإنجليزية)
- لوكا إيفانكوفيتش على موقع أوليمبيديا (الإنجليزية)